# Evermore (canção)
"Evermore" é uma canção escrita pelo compositor Alan Menken e pelo letrista Tim Rice para o filme musical Beauty and the Beast, refilmagem live-action do filme animado homônimo da Walt Disney Animation Studios. Originalmente gravada pelo ator Dan Stevens, intérprete da personagem Fera, foi lançada pela primeira vez pelo cantor Josh Groban em 3 de março de 2017. A versão de Stevens foi disponibilizada em 10 de março por meio do lançamento online da trilha sonora do filme.